# Bataille de Konitz
Guerre de Treize Ans
Batailles
Konitz - Puck - Zatoka Świeża
La bataille de Konitz a été livrée le 18 septembre 1454 devant la ville de Chojnice, dans le cadre de la guerre de Treize Ans. Elle a opposé les Chevaliers teutoniques au Royaume de Pologne et s'est terminé par la victoire des premiers.

## Historique
L'armée de l'Ordre Teutonique compte 9 000 chevaliers et 6 000 fantassins et est commandée par Bernard Szumborski (en). Les forces dirigées par le roi de Pologne Kazimierz IV Jagellon sont quant à elles constituées de 16 000 cavaliers polonais et 2 500 mercenaires engagés par la Ligue de Prusse. Au début de la bataille, les Polonais utilisent une tactique maintes fois éprouvée en envoyant charger leur cavalerie lourde, qui brise les lignes teutoniques. Bernard Szumborski est même capturé par les Polonais mais l'infanterie teutonique s'est regroupée autour d'une forteresse de wagons, qui offre une très bonne défense contre les troupes montées et repousse les assauts adverses. C'est alors qu'une sortie de la garnison teutonique de Konitz sème la panique à l'arrière de l'armée polonaise. Bernard Szumborski réussit à se libérer et organise la poursuite de l'armée polonaise mise en déroute. Des centaines d'hommes sont massacrés ou se noient dans les marécages des alentours. Kazimierz IV, qui paie de sa personne avec courage pendant le combat, échappe de peu à la capture et doit être emmené de force loin du champ de bataille par sa garde personnelle.
Les Polonais laissent plus de 3 000 morts sur le terrain et 300 chevaliers sont capturés alors que les chevaliers teutoniques n'ont perdu qu'une centaine d'hommes.

## Sources
- Jacek Knopek et Bogdan Kuffel, Bitwa pod Chojnicami, 18 IX 1454 r. w tradycji historycznej i regionalnej, Biblioteka Chojnicka, Chojnice, 2004.